# Anchusa undulata subsp. undulata
Anchusa undulata subsp. undulata é uma subespécie de planta com flor pertencente à família Boraginaceae. 
A autoridade científica da subespécie é L..
Os seus nomes comuns são buglossa-ondeada, buglossa-ondulada ou língua-de-vaca-ondeada.

## Portugal
Trata-se de uma subespécie presente no território português, nomeadamente em Portugal Continental.
Em termos de naturalidade é endémica da Península Ibérica.

## Protecção
Não se encontra protegida por legislação portuguesa ou da Comunidade Europeia.